# 近藤れん子
近藤 れん子（こんどう れんこ、1921年7月4日 - 2011年8月9日）は、日本のファッションデザイナー、教育者、発明家、実業家。

## 人物
クリスチャン・ディオール、ピエール・カルダンの来日してのファッションショーを実際に見て、さらにジャルダン・デ・モードに掲載されたシワのないラグランスリーブを見て「フランスには何かある」と感じ、単身渡仏。
現地の洋裁学校で学ぶ。卒業後、メゾンに就職。
メゾン閉鎖に伴い帰国後、現地の情報をもとにパリ式立体裁断研究所を設立。
数多くの作品を発表する一方、洋裁の道具に乏しかった日本において日本人の身体に沿った洋裁道具を多数開発し実用新案登録した。

## 経歴
- 1921年、7月4日誕生
- 1954年、東京の伊東衣服研究所デザイン科を卒業
- 1955年、アトリエを開設してクチュール活動を開始
- 1964年、パリ留学
- 1967年、ECOLE DE LA CHAMBRE SYNDICALE DE LA COUTURE PARISIENNE卒業、PARIS HAUTE COUTURE MAISON BALENCIAGA　パリ・バランシアガ勤務
- 1968年、バランシアガ社閉鎖により帰国
- 1969年、相模女子大学家政科講師（1976年、同校家政科助教授を依願退職）
- 1970年、東京立体裁断研究所設立
- 1971年、パリCENTRE D'ETUDES TECHNIQUE DES INDUSTRIES DE L'HABILLEMENT（エコールC・E・T・I・H）校に留学
- 1973年、パリESMODE校に留学
- 2011年、8月9日逝去　満90歳

## 主な書籍
- 「立体構成の理論と実技」共著（建帛社）
- 近藤れん子の立体裁断と基礎知識（モードェモード社）
- 近藤れん子の婦人服造形理論とPattern（源流社）
- 近藤れん子の婦人服造形ポイント（源流社）

## 主な実用新案
- 洋裁用カーブルーラ（意匠登録第855911号）
- ネック・ゲージ（頸計測器）
- ジャネット（袖うま）
- 肩傾斜角度計測器
- 日本女性の体型に合わせた人台　ヌーベル・ダミー（製造（株）キイヤ）

## 主なテレビ出演
- おしゃれ工房（1996年、NHK教育）